# 구 국회의사당 (칠레)

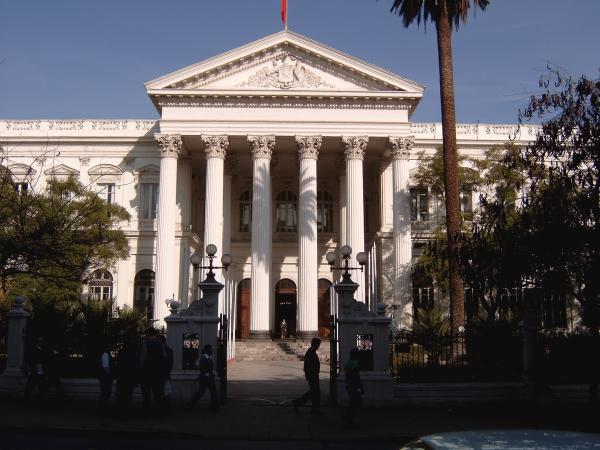
산티아고, 칠레 구 국회의사당의 전경

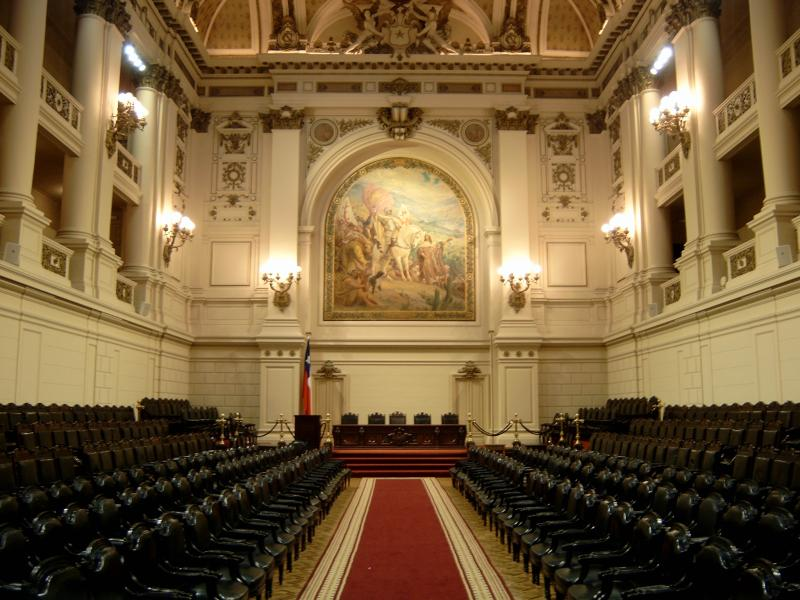
구 국회의사당 내부

구 국회의사당(스페인어: ex Congreso Nacional)은 칠레 의회가 의사당으로 쓰던 건물이다. 살바도르 아옌데의 사회주의 정권이 1973년 9월 11일 아우구스토 피노체트의 쿠데타에 의해 전복될 때까지 의사당 역할을 하였다.
칠레 산티아고 모란데(스페인어: Morandé)거리에 있다. 근처에 칠레 대법원이 있다.

## 역사
피노체트 정권 하에서, 의회는 발파라이소 지역으로 이동하였다. 구 의사당은 1976년 국가 유적으로 공시되었다. 1990년에서 2006년 사이에는 외교부가 입주해 일을 했다. 2000년 12월 칠레 상원 사무소가 이 건물로 이사하였다. 2006년 1월 26일 하원 사무소도 이 건물로 이사하였다.

## 건축
이 건물은 마누엘 몬트(스페인어: Manuel Montt Torres) 대통령 (재임 1851-1861) 에 의해 착공되었다. 1876년 페데리코 에라수리스 사냐르투(스페인어: Federico Errázuriz Zañartu) 대통령 재임 시에 가서야 완공하였다. 1895년 화재로 인해 피해를 입었다가, 재건되어, 칠레 의회 정치 시대인 1901년 다시 문을 열었다. 이국적인 수목들이 서 있는 정원을 끼고, 스페인어: Blvd. Liberador Bernado O'Higgins 근처 스페인어: Morandé 441에 있다.
일반일들에게 제한적으로나마 방문이 공개되어 있다.